# Université de Californie à Berkeley
L'université de Californie à Berkeley (en anglais University of California, Berkeley), aussi appelée UC Berkeley, Berkeley, ou Cal, est une université publique américaine, située à Berkeley en Californie, sur la rive est de la baie de San Francisco. Fondée en 1868, Berkeley est le premier des dix campus de l'université de Californie. L'université de Berkeley est classée parmi les plus sélectives et les plus prestigieuses des États-Unis et du monde,,, entretenant dans la culture populaire une rivalité historique avec les universités privées américaines, en particulier l'université Stanford, Harvard et le MIT,.
Comptant parmi les meilleures universités du monde en raison de son histoire, de son influence dans le domaine de la recherche, de son budget et de sa réputation académiques dans les classements nationaux et internationaux, UC Berkeley a été placée, de 2010 à 2015, à la 2e position du classement de Shanghaï. En 2021, Berkeley est classée 1re université américaine selon le classement Forbes.
Parmi les anciens étudiants, professeurs ou chercheurs associés à l'université, on recense 114 prix Nobel, 103 prix MacArthur, 25 prix Turing, 19 Oscars, 30 prix Pulitzer, 14 médailles Fields et 223 médailles olympiques. L'université a formé sept chefs d'État ou de gouvernement, six juges en chef, dont le juge en chef des États-Unis Earl Warren, 22 membres de cabinet, 11 gouverneurs et 25 milliardaires vivants. C'est également l'un des principaux producteurs de boursiers Fulbright, de boursiers MacArthur et de boursiers Marshall. Les anciens élèves de Berkeley, largement reconnus pour leur esprit d'entreprise, ont fondé de nombreuses sociétés notables, dont Apple, Tesla, Intel, eBay, SoftBank, AIG et Morgan Stanley,.
Berkeley est également reconnue pour avoir découvert seize éléments chimiques désormais présents dans le tableau périodique, comme le berkélium, le californium, le seaborgium, l'einsteinium, le fermium ou le lawrencium — soit plus que toute autre université dans le monde.

## Histoire
Les terrains occupés à présent par le campus de Berkeley sont achetés en 1866 par l'université privée de Californie (Private College of California), fondée par le pasteur Henry Durant en 1855. Aux prises avec des problèmes de financement, le collège de Californie fusionne le 23 mars 1868 avec l'École des mines et des arts mécaniques (Agricultural, Mining, and Mechanical Arts College), établissement public, pour former l'université de Californie ; Durant en devient le premier président. L'université ouvre pour la première fois à Oakland en 1869. En 1873, les bâtiments nord et sud sont achevés, et l'université déménage sur l'actuel campus de Berkeley. Elle comprend alors 167 étudiants et 22 étudiantes.
En 1898-1899, un concours international d’architecture est organisé pour définir un plan directeur du campus de l’Université de Californie à Berkeley. Il est remporté par l'architecte français Émile Bénard. Il a été formé à l’École des Beaux-Arts à Paris. Son projet a gagné le « Phoebe Hearst International Architectural Competition », financé par la philanthrope Phoebe Hearst. Bénard proposait un plan grandiose et très académique, dans le style Beaux-Arts, avec de grandes avenues et des perspectives monumentales. Émile Bénard a refusé de s’installer en Californie et c'est par conséquent John Galen Howard qui reprit et adapta le plan de l'architecte français.
Au milieu du XXe siècle, le campus de Berkeley connait son âge d'or, en physique, chimie et biologie, si bien qu'on la surnomme « l'Athènes de l'Ouest ». À cette époque, l'utilisation du cyclotron, inventé par Ernest Orlando Lawrence, permet aux physiciens travaillant sur le campus de découvrir la plupart des éléments chimiques plus lourds que l'uranium, ce qui permet à l'université d'engranger de nombreux prix Nobel. Deux de ces éléments chimiques, le berkélium et le californium, sont nommés en l'honneur de l'université. Deux autres, le lawrencium et le seaborgium, rendent hommage à deux professeurs de Berkeley, Ernest Orlando Lawrence et Glenn T. Seaborg.
Dès le milieu des années 1960, il est un laboratoire de réflexion sur l'informatique en temps réel et temps partagé, à base de circuits intégrés en silicium, avec des extensions de mémoire, autour de l'ordinateur SDS 940, que les développeurs des startup Tymshare et Comshare adaptent en coopérant à partir de l'été 1966 ,, ce qui stimule la recherche sur le système d'exploitation à même de répondre à ce nouveau défi, débouchant sur le système d'exploitation UNIX, où Berkeley sera en pointe dès la fin des années 1960.
L’université devient mondialement connue près d'un siècle après sa création, à l'occasion de manifestations étudiantes contre l'engagement des États-Unis au Viêt Nam. Cette période d'agitation sociale débute sur le campus de Berkeley en 1964 avec le Free Speech Movement, qui inspire l'attitude politique et morale de toute une génération. À cette époque, la chanteuse Joan Baez prend la parole pour réclamer « la liberté de parole et l'abolition de la censure ». En réponse à ces mouvements sociaux, Ronald Reagan, futur président des États-Unis, élu en 1966 au poste de gouverneur de Californie, promet de procéder à « un grand nettoyage » à l'université de Berkeley. Il y envoie notamment la Garde nationale afin d'occuper militairement la ville.

## Le campus
La surface totale du campus est de 3 303 hectares, bien que le campus principal comprenant les bâtiments de l'université ne couvre que 72 hectares. Le campus est de forme rectangulaire, dont la longueur est orientée d'est en ouest. Au-dessus du campus principal sont implantées plusieurs unités de recherche, dont le Laboratoire national Lawrence-Berkeley. L'essentiel de la partie haute du campus couvre des collines accidentées et n'est pas construite. Les résidences étudiantes et les bâtiments administratifs débordent sur la ville, notamment au sud du campus.

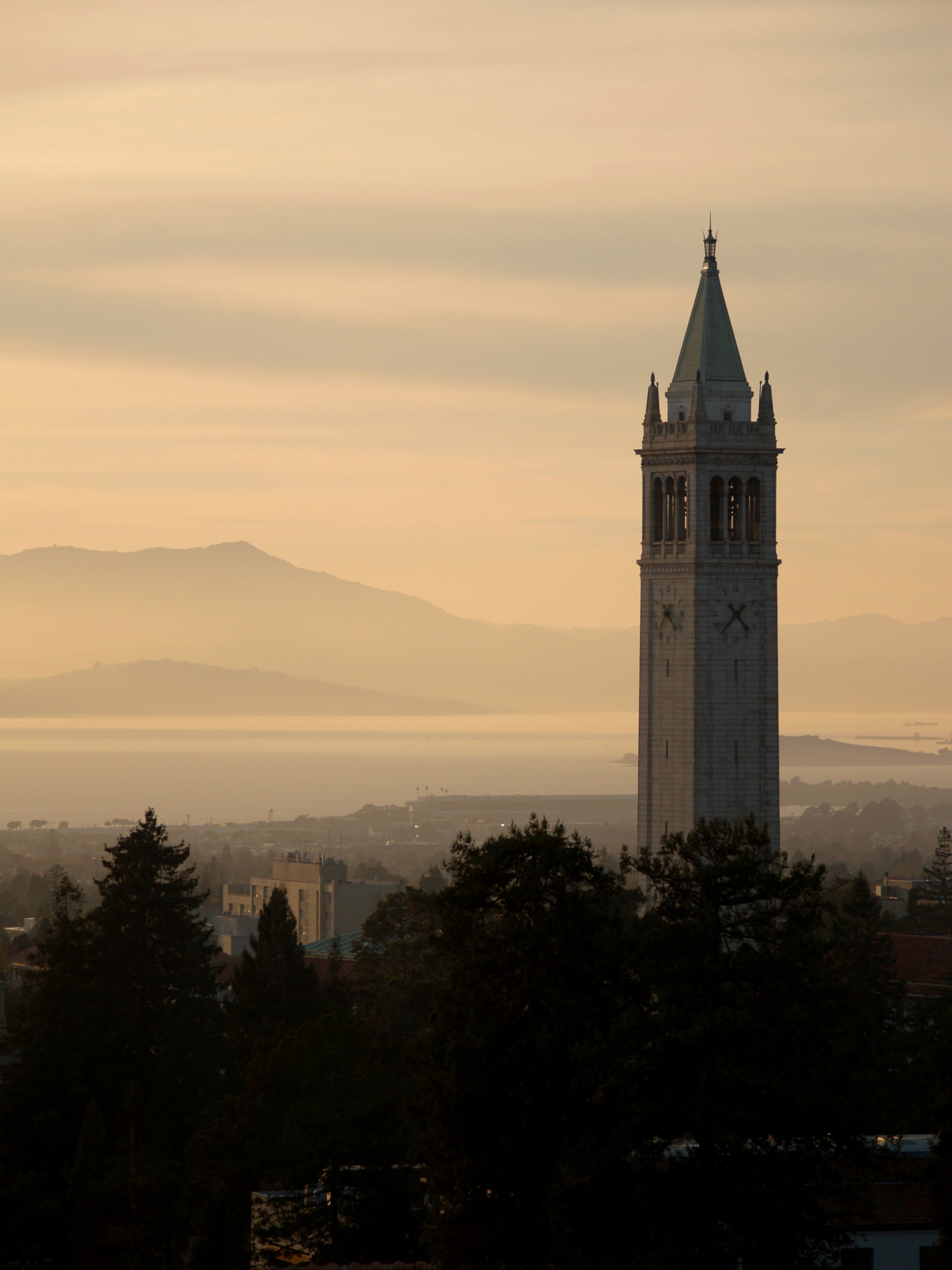
La Sather Tower, l'un des symboles de l'université de Berkeley.
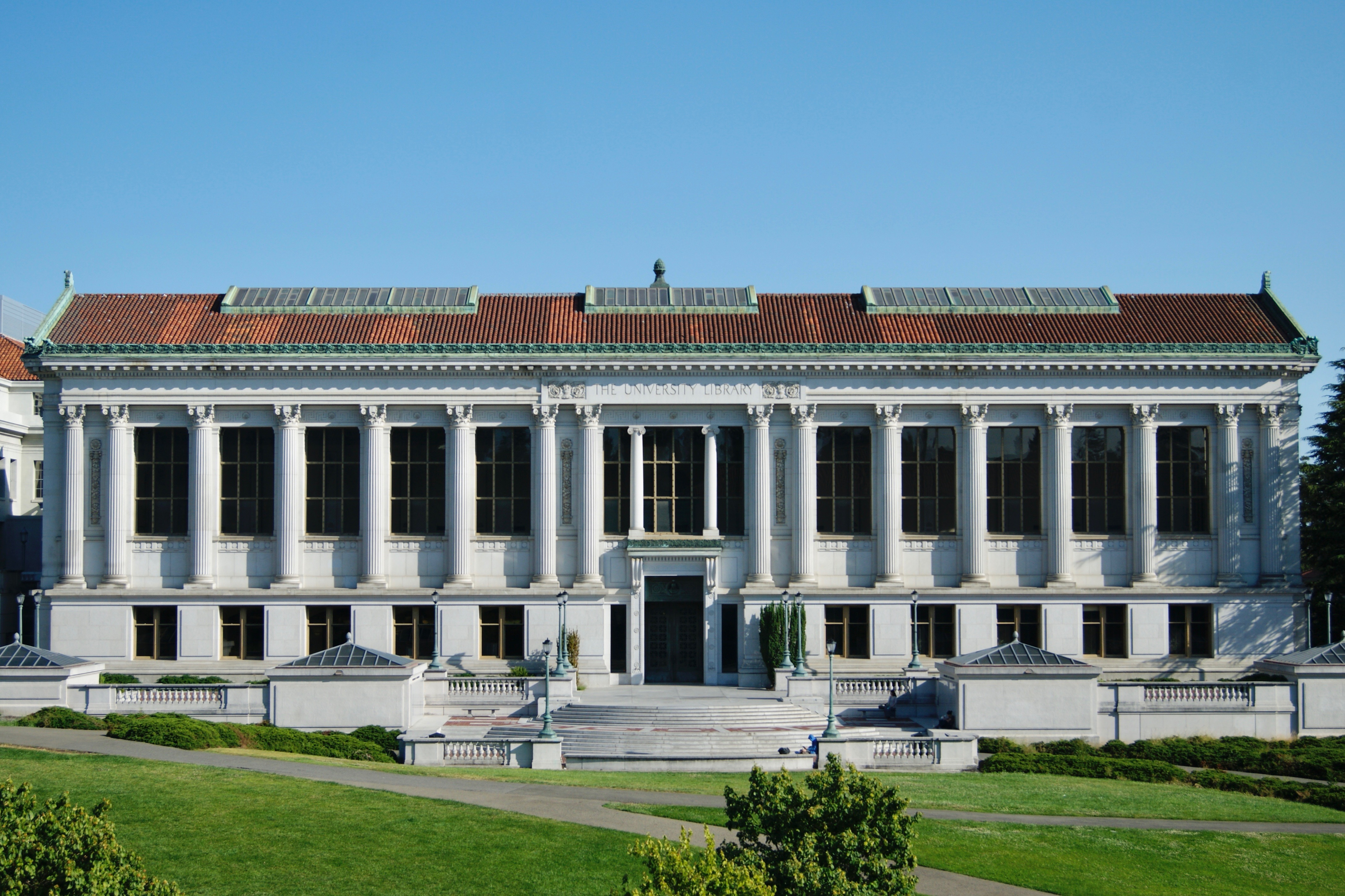
La Doe Library, bibliothèque principale du campus.
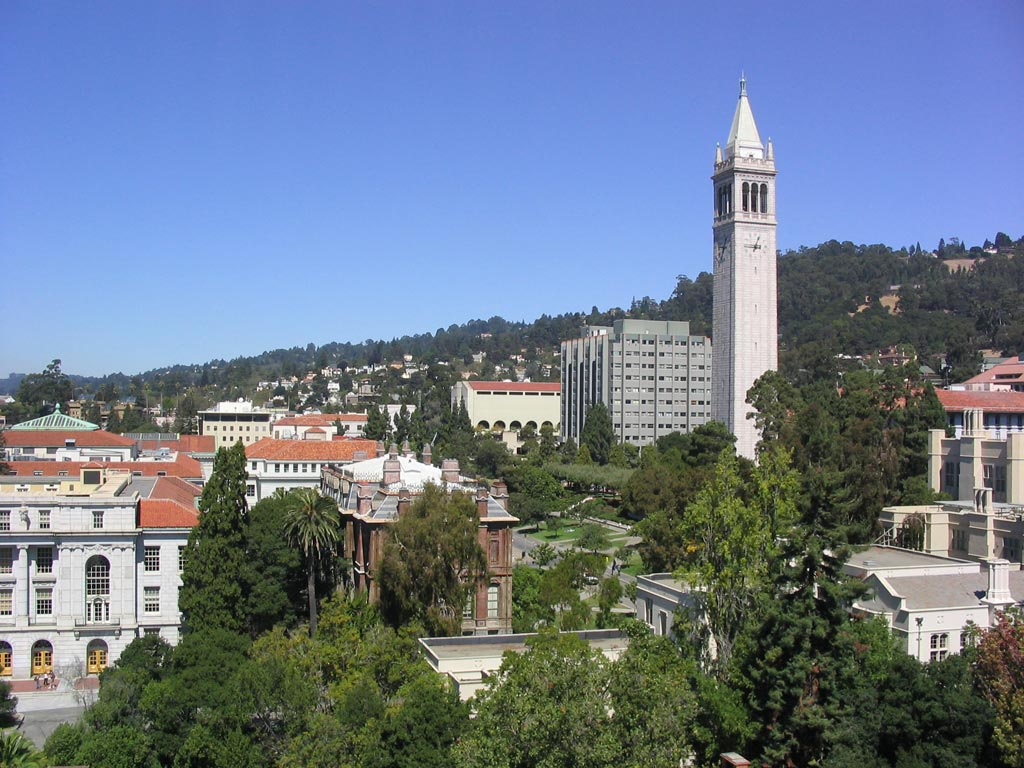
Vue du campus vers le nord, avec la Sather Tower et le Evans Hall à droite, les collines de Berkeley en arrière plan.
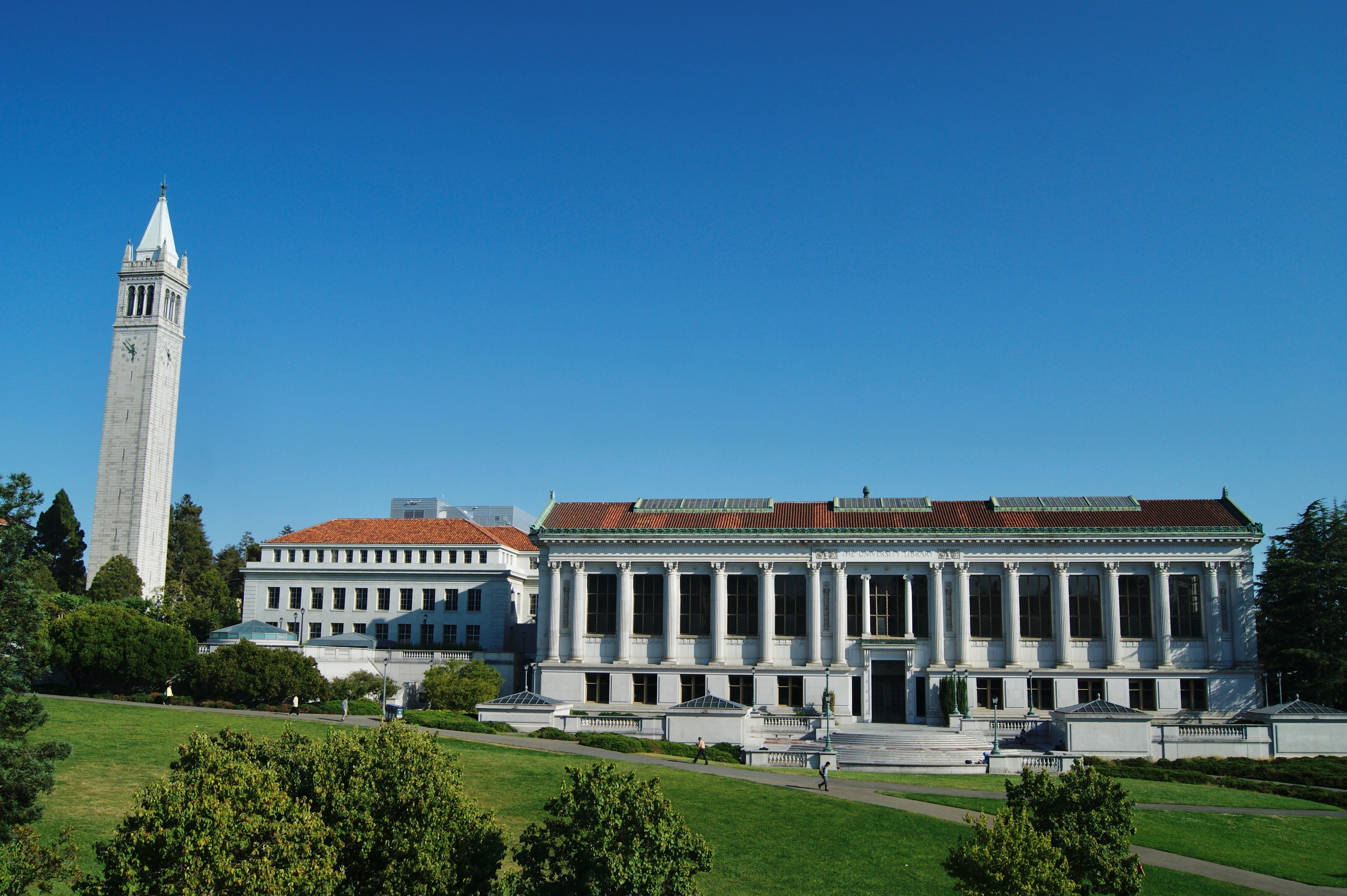
Memorial Glade, pelouse principale du campus, située devant la Doe Library. À gauche, la Sather Tower (aussi appelée Campanile).
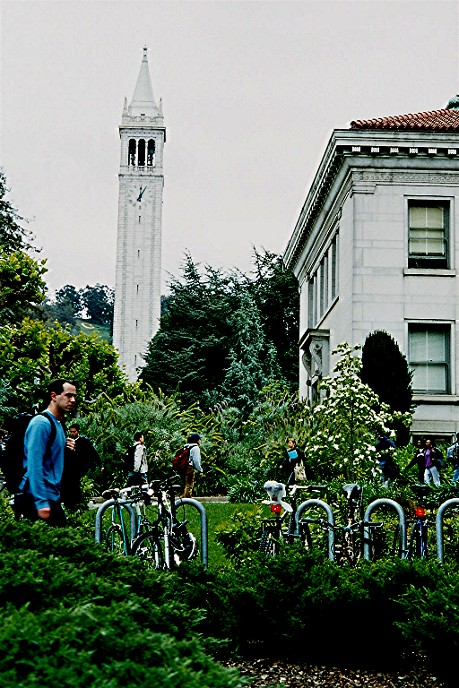
La Sather Tower, dont l'architecture s'inspire du campanile de la place Saint-Marc de Venise.

## Classements
L'université de Berkeley compte parmi les meilleures universités du monde. En 2010, elle est classée deuxième meilleure université mondiale, derrière Harvard. En 2015, elle est en 4e position dans le classement de Shanghaï.
Berkeley occupe régulièrement les premières places du podium des meilleures universités publiques des États-Unis.
| Classement aux États-Unis                                        | Classement aux États-Unis |
| ---------------------------------------------------------------- | ------------------------- |
| Forbes                                                           | 1                         |
| QS World University Rankings                                     | 4                         |
| Times Higher Education (THE)                                     | 6                         |
| U.S. News & World Reports                                        | 22                        |
| Classement mondial                                               |                           |
| U.S. News & World Reports                                        | 4                         |
| Shanghai Ranking - Academic Ranking of World Universities (ARWU) | 5                         |
| Times Higher Education (THE)                                     | 8                         |
| QS World University Rankings                                     | 32                        |

| Classement par programme (États-Unis) | Classement par programme (États-Unis) |
| ------------------------------------- | ------------------------------------- |
| Anglais                               | 1                                     |
| Psychologie                           | 1                                     |
| Économie                              | 1                                     |
| Sociologie                            | 1                                     |
| Informatique                          | 1                                     |
| Biologie                              | 1                                     |
| Géosciences                           | 2                                     |
| Chimie                                | 2                                     |
| Mathématiques                         | 2                                     |
| Statistiques                          | 2                                     |
| Psychologie clinique                  | 3                                     |
| Physique                              | 3                                     |
| Ingénierie                            | 3                                     |
| Sciences sociales                     | 3                                     |
| Affaires publiques                    | 4                                     |
| Histoire                              | 4                                     |
| Business                              | 7                                     |
| Santé publique                        | 8                                     |
| Droit                                 | 9                                     |
| Beaux-arts                            | 15                                    |
| Éducation                             | 19                                    |

| Classement par programme (monde) | Classement par programme (monde) |
| -------------------------------- | -------------------------------- |
| Chimie                           | 2                                |
| Économie et business             | 3                                |
| Environnement et écologie        | 4                                |
| Physique                         | 4                                |
| Mathématiques                    | 6                                |
| Ingénierie                       | 7                                |
| Géosciences                      | 9                                |
| Arts et humanités                | 10                               |
| Sciences sociales                | 17                               |
| Santé publique                   | 29                               |

## Enseignement et recherche

### Projets et activités
- Allen Telescope Array
- BOINC
- HSBC for Junior Consulting and Entrepreneurship
- Banque Monte dei Paschi di Siena : mécénat
- Berkeley Software Distribution : c'est dans cette université qu'est né le système d'exploitation à l'origine de la grande famille BSD, Unix et Linux.
- BP a investi 500 millions de dollars dans la création d'Energy Bioscience Institute voué au développement des biocarburants à l'université Berkeley[33].
- Center for Human-Compatible Artificial Intelligence

## Sports
Les Golden Bears de la Californie forment le club omnisports de l'université. Berkeley entretien notamment une rivalité sportive historique avec l'université Stanford, principalement en football américain. Chaque année depuis 1892, a lieu le Big Game (football américain) (en), match de football américain opposant les Golden Bears de Berkeley et le Cardinal de Stanford.

## L'université dans la culture
À la fin des années 1960, Dennis Stock parcourt la Californie et photographie des hippies sur le campus de Berkeley qui abrite alors un important mouvement anarchiste. Ces photographies témoignent de la liberté, de la jeunesse et de l'esprit de contestation de cette époque. Berkeley est connue pour son vote libéral-progressiste (au sens américain du terme). 92 % des étudiants sondés affirment voter pour le Parti démocrate, un record national.[réf. nécessaire]

### Au cinéma
- Le Lauréat (1967)
- At Berkeley (2013)

## Statistiques
Inscriptions totales: 45 057 étudiants (en 2021)
Inscriptions dans les programmes undergraduate (licenses) : 31 814
- Femmes : 17 226
- Hommes : 14 321
- Non-binaires : 104
- Non précisé : 163

Inscriptions dans les programmes post-graduate (masters, doctorats et post-doctorats) : 13 243
- Femmes : 6 312
- Hommes : 6 762
- Non-binaires : 44
- Non précisé : 125

En 2006, 46 % des étudiants de première année sont originaires du continent asiatique. Le premier groupe est représenté par les Chinois, suivis par les Coréens, les Indiens, les Pakistanais, les Philippins et les Japonais. On compte 24 000 étudiants en licence.
L'université de Berkeley est l'une des plus sélectives du pays, avec 14,4 % de taux d'admission en première année en 2021. Seuls 16 299 étudiants ont vu leur candidature acceptée en première année, sur un total de 112 846 en 2021.

### Facultés
- Berkeley Law
- Haas School of Business
- College of Chemistry (en)
- Graduate School of Education
- College of Engineering
- College of Environmental Design
- Graduate School of Journalism
- School of Information
- College of Letters and Science
- College of Natural Resources (en)
- School of Optometry
- School of Public Health
- Richard & Rhoda Goldman School of Public Policy
- School of Social Welfare

## Personnalités liées à l'université

### Professeurs
- Joan Brown
- Angana P. Chatterji, chargée de projet
- Lyn Hejinian
- Jane Hirshfield
- Boubacar Kanté, professeur de génie électrique et d'informatique.
- Laura Mullen
- Laura Nader, première femme professeure titulaire dans le département d'anthropologie
- Robert Oppenheimer
- Aihwa Ong, anthropologue
- Jennifer Scappettone
- Stephanie Syjuco, professeur adjointe
- Ella Young
- Theodore Kaczynski, aussi connu sous le nom d'Unabomber
- Virginia Thompson, politiste

### Étudiants
Les anciens étudiants de Berkeley sont surnommés les old blues en référence aux couleurs de Berkeley.
- Rae Armantrout, poète et universitaire
- Arthur Sze, poète, traducteur, éditeur et universitaire d'origine chinoise
- Craig Dworkin, poète, essayiste, universitaire
- Aaron Shurin, poète, essayiste, professeur émérite de création littéraire à l'Université de San Francisco
- Bob Perelman, poète, essayiste, critique d'art, universitaire
- Jack Spicer, poète, nouvelliste
- Johanna Drucker, philosophe, philologue, critique d'art, poète
- Ron Silliman,  poète, essayiste, critique littéraire, éditeur et universitaire américain
- Francesco Bandarin, directeur du Patrimoine mondial de l'UNESCO[37]
- Pierre Guichet, PDG d'Alcatel-Lucent[38]
- Serge Halimi, directeur du mensuel Le Monde diplomatique, économiste et écrivain
- Bill Joy, cofondateur de Sun Microsystems
- Zulfikar Ali Bhutto, président du Pakistan, père de la présidente du Pakistan Benazir Bhutto
- Jerry Brown, gouverneur de Californie (1975-1983, 2011-2019)
- Patricia Janak, chaire
- Steve Wozniak, cofondateur d'Apple
- Robert Curl, prix Nobel de chimie en 1996
- Susana Lizano (née en 1957), astrophysicienne mexicaine
- Amos Gitaï, réalisateur, acteur et scénariste israélien
- Jennifer Granholm, gouverneur du Michigan (2003-2011)
- Juwono Sudasarno, ministre de la défense d'Indonésie
- Eric Kaplan, scénariste, producteur des Simpson et de Futurama, co-directeur de la compagnie de télédiffusion Nickelodeon
- Daniel Kahneman : « prix Nobel » d'économie en 2002
- Miguel Ángel Rodrígyez Echeverría, président du Costa Rica
- Nikita Nikititch de Russie, maison Romanov, prétendant légitime au trône de Russie
- Lawrence Klein, « prix Nobel » d'économie en 1980
- Willard Frank Libby (1908-1980), physicien et chimiste, prix Nobel de chimie en 1960
- Francisco I. Madero, président du Mexique entre 1911 et 1913
- Friso van Oranje-Nassau van Amsberg, prince héritier des Pays-Bas
- Robert McNamara, président de la Banque mondiale (1968-1981), secrétaire à la Défense des États-Unis (1961-1968)
- Tilda Swinton, actrice
- Mario J. Molina, prix Nobel de chimie en 1995
- Rodrigo Rato, président du Fonds monétaire international (2004-2007)
- Dean Rusk, secrétaire d'État des États-Unis entre 1961 et 1969
- Earl Warren, gouverneur de Californie (1943-1953), président de la Cour suprême des États-Unis (1953-1969)
- Pete Wilson, gouverneur de Californie (1991-1999), sénateur des États-Unis (1983-1991)
- Niklaus Wirth, inventeur du langage Pascal
- Jenny Graves, généticienne australienne
- Ki Hong Lee, acteur
- Jessica Blanche Peixotto, éducatrice américaine
- Lucy Jane Bledsoe, écrivaine de littérature de jeunesse sur les thèmes LGBT
- Laura Wasser, avocate
- Jason Kidd, basketteur
- Aaron Rodgers, joueur de football américain
- Alex Morgan, joueuse de soccer
- Natalie Coughlin, nageuse
- Michele A. Roberts (1980) : avocate directrice générale de la National Basketball Players Association (NPBA).
- Murray Lee Eiland, auteur, universitaire et chercheur américain.
- Margaret Melhase, co-découvreuse du césium 137.
- Rebecca Abergel, chercheuse en chimie inorganique.
- Katelin Schutz, physicienne américaine.
- Judith Heumann, militante américaine pour les droits des personnes handicapées
- Dalida María Benfield, chercheuse et artiste sur les médias numériques

En France, les alumni de Berkeley sont représentés par le Berkeley Club of France, fondé en 2008, et qui entretient un réseau diplomatique et d'influence,.

### Fraternités et sororités
Alpha Kappa Lambda est la seule fraternité historique fondée à l'ouest du Mississippi. Elle fut fondée à Berkeley en 1914.

## Dans la culture populaire
Dans la série télévisée Newport Beach (The O.C.) Berkeley est très souvent citée. Sandy et Kirsten Cohen y étaient étudiants et se sont rencontrés là bas. Sandy Cohen souhaitait que son fils Seth y soit admis bien que ce dernier rêvait d'aller plutôt à Brown. C'est finalement Ryan Atwood qui y sera accepté et y fera ses études.
Marissa Cooper avait également été admise mais ne souhaitera pas poursuivre ses études.
Dana la série Monk, Adrian Monk ainsi que sa femme Trudy y ont fait leurs études. L'université y est mentionnée à plusieurs reprises.
Dans High School Musical 3 : Nos années lycée, Troy Bolton décide d'y étudier.
Dans The Kissing Booth 1 et 2 ,Elle et Lee cherchent à rentrer à Berkeley. Elle doit se décider entre Berkeley et Harvard.
Dans le biopic Oppenheimer réalisé par Christopher Nolan et sorti en 2023, une partie de l'histoire se déroule dans l'université de Berkeley, où l'on suit le début des recherches de Robert Oppenheimer pour le projet Manhattan (bombe atomique) en 1939. Le film évoque également l'invention du Cyclotron par Ernest Orlando Lawrence.